# Granica białorusko-litewska
     Rejony uzyskane przez Litwę od ZSRR 10 października 1939
     Tereny przekazane LSRR 6 listopada 1940
     Tereny uznane przez Rosję 12 lipca 1920 za litewskie, nigdy przez Litwę nieuzyskane

Rejony uzyskane przez Litwę od ZSRR 10 października 1939
Tereny przekazane LSRR 6 listopada 1940
Tereny uznane przez Rosję 12 lipca 1920 za litewskie, nigdy przez Litwę nieuzyskane

Granica białorusko-litewska – lądowa granica międzypaństwowa między Białorusią i Litwą, zewnętrzna granica Unii Europejskiej i Strefy Schengen. Jej długość według różnych źródeł wynosi 502 km, ok. 650 km lub 678,819 km. Powstała po rozpadzie Związku Radzieckiego, kiedy oba państwa uzyskały niepodległość.

## Przebieg
Granica przebiega po dawnej granicy administracyjnej między Białoruską SRR i Litewską SRR. Rozpoczyna się na południowym zachodzie w trójstyku z granicami polsko-litewską i polsko-białoruską, kończy się na północnym wschodzie w trójstyku z granicami: litewsko-łotewską i białorusko-łotewską. Z granicą po białoruskiej stronie sąsiadują obwody grodzieński i witebski. 

## Kształtowanie się obecnej granicy
Pierwszą próbą utworzenia granicy litewskiej na wschodzie było litewsko-sowiecki traktat pokojowy z 12 lipca 1920 roku, gdy Rosja Sowiecka uznała prawa I Republiki Litewskiej do ziem z Wilnem, Grodnem, Lidą i Oszmianą.
Obecna granica białorusko-litewska powstała w 1939 roku, gdy po agresji ZSRR na Polskę Armia Czerwona dotarła do granicy z Litwą. Początkowo miała ona przebieg taki jak granica polsko-litewska. Na mocy porozumienia litewsko-radzieckiego z 10 października 1939 roku ZSRR przekazał Litwie rejon Wilna i Oran oraz wąski pas ziemi ciągnący się w stronę Święcian. Po okupacji Litwy przez Armię Czerwoną w czerwcu 1940 i jej aneksji do ZSRR w formie Litewskiej SRR (sierpień 1940), 6 listopada 1940 roku LSRR otrzymała także rejon Druskiennik oraz ziemię na wschód od Święcian. Ówczesna granica republik radzieckich: Litewskiej i Białoruskiej miała przebieg taki jak obecnie. Po odzyskaniu niepodległości przez Litwę i Białoruś powstała obecna granica białorusko-litewska. 
Współcześnie istniejąca granica w niewielkim stopniu uwzględnia naturalne warunki terenu, historyczne związki gospodarcze i etniczne. Dzieli w dużej mierze obszar etnicznie polski. Przykładowo przygraniczny litewski rejon solecznicki jest zamieszkany w 78% przez Polaków, a białoruskim rejonie woronowskim Polacy stanowią 81% mieszkańców.